# 1906年アテネオリンピックのサッカー競技
1906年アテネオリンピックのサッカー競技（1906ねんアテネオリンピックのサッカーきょうぎ）は、公開競技として実施され、4月23日と4月24日に実施された。この大会ではデンマークチームが優勝した。なお1906年アテネオリンピックはオリンピックの公式記録から削除されている。このため、このサッカー競技の記録も公式記録には記載されていない。

## 参加チーム
以下の4チームが出場した。なお、セラニーク（現在のテッサロニキ）、スミルナ（現在のイズミル）はいずれも当時の名称である。またテッサロニキは当時トルコ領であった。
- アテネ
- デンマーク
- セラーニク
- スミルナ

## 試合結果

### 準決勝
| 4月23日 |  | アテネ     | 6 | - | 0 | セラーニク |
| 4月23日 |  | デンマーク | 5 | - | 1 | スミルナ   |

### 3位決定戦
| 4月24日 |  | スミルナ | 12 | - | 0 | セラーニク |

### 決勝戦
| 4月24日 |  | デンマーク | 9 | - | 0 | アテネ |

## 最終結果
| 金  | デンマーク |
| 銀  | アテネ     |
| 銅  | スミルナ   |
| 4位 | セラーニク |